# Rom Houben
Rom Houben (* 1963) ist ein belgischer Wachkomapatient. Sein Zustand geht auf einen Autounfall 1983 zurück. Seine Betreuer behaupten, er sei entgegen der ursprünglichen ärztlichen Diagnose von Anfang an bei vollem Bewusstsein gewesen. Der Fall wurde 2009 durch das Magazin Der Spiegel aufgegriffen und in der Folge international diskutiert, insbesondere im Kontext der ethischen Debatte um die Sterbehilfe. Zahlreiche Medien zeigten Filmaufnahmen, auf denen zu sehen sein soll, wie Houben sich mit gestützter Kommunikation (FC) über eine Tastatur der Außenwelt mitteilt.

## Hintergrund
2006 diagnostizierte der belgische Neurologe Steven Laureys das Locked-In-Syndrom bei Houben. Dieser sei seiner Ansicht nach nicht nur wahrnehmungsfähig, sondern auch in der Lage sich mitzuteilen. Houbens Fall fand (noch ohne explizite Namensnennung) Eingang in eine Studie, über die Laureys erstmals im Juli 2009 in einer medizinischen Fachzeitschrift berichtete. In dieser Studie stellte Laureys u. a. die Behauptung auf, dass über 40 Prozent aller Wachkomapatienten falsch diagnostiziert seien. Der belgische Arzt wurde daraufhin nach eigenen Angaben vom deutschen Nachrichtenmagazin Der Spiegel kontaktiert, das über die Studie berichten, das Thema aber mit einem „menschlichen Fall“ illustrieren wollte. Er habe daraufhin den Kontakt zu Houben und seiner Familie vermittelt. Die Berichterstattung des Spiegel stieß auf ein großes Echo bei internationalen Medien: Houbens Schicksal löste heftige Diskussionen über die Zuverlässigkeit neurologischer Diagnosemethoden, über angemessene Therapie- und Betreuungsformen und über Sterbehilfe aus.

## Kontroverse
Schon rasch nach den ersten Berichten fanden sich zahlreiche Kritiker, die Zweifel an der Geschichte bzw. einzelnen Details anmeldeten. Der Skeptiker James Randi unterstellt auf Basis der Filmaufnahmen, dass das Verfahren, mit dem Houben sich mitteilen soll, ein Beispiel für die umstrittene Gestützte Kommunikation ist. Dieses Verfahren vermittle nur den Anschein, dass die beeinträchtige Person sich mitteile, in Wahrheit kämen die Aussagen von der Hilfsperson. Randi nennt die Geschichte eine „grausame Farce“ und fordert einen eindeutigen Nachweis, dass es wirklich Houben sei, der sich mitteile, und nicht seine Assistentin.
Der US-amerikanische Bioethiker Jacob Appel interpretiert den Fall als „Wunschdenken“ oder einen „grausamen und manipulativen Schwindel“, der von konservativen Kräften in PR-Kampagnen gegen das Recht auf Sterbehilfe eingesetzt werde.
Der Bioethiker Arthur Caplan hält die Zitate, die Houben zugeschrieben werden, für unglaubwürdig: Die Klarheit der Aussagen sei schwer nachvollziehbar bei einem Menschen, der 23 Jahre lang nicht in der Lage gewesen sei, sich mitzuteilen.
Für Stephan Brandt, Neurologe an der Charité, ist der Fall „mehr als ungewöhnlich“; er hält es für „wahrscheinlich, dass er konstruiert ist“.
Laureys hielt anfangs an der Richtigkeit seiner Diagnose fest. Der Times zufolge habe er außerdem das Kommunikationsverfahren überprüft, in dem er Houben in Abwesenheit seiner Hilfsperson Dinge zeigte, an die dieser sich später habe erinnern können. In einem Interview mit dem belgischen Standaard hat er dies jedoch inzwischen revidiert und betont, nichts mit der Wahl des Kommunikationsverfahrens zu tun zu haben. Er stehe der gestützten Kommunikation selbst skeptisch gegenüber, die zum Teil „zu Recht einen schlechten Ruf“ habe. Allerdings rügt er auch diejenigen Skeptiker, die das Verfahren „allein auf Basis einiger Videobilder“ kritisierten: „Wir wollen uns zu gegebener Zeit auf wissenschaftliche Weise mit den verschiedenen Kommunikationsformen auseinandersetzen. Das scheint uns der richtige Weg zu sein.“ Diese Überprüfung ist inzwischen erfolgt und ergab, dass die Hilfsperson die Mitteilungen tippte, nicht Houben. Daher muss nun, so Laureys, eine Kommunikation mit Houben mit anderen Verfahren gefunden werden.
Nach einem weiteren Test räumte Laureys schließlich ein, die Methode der gestützten Kommunikation funktioniere nicht und Houben sei nicht in der Lage, sich mitzuteilen. Dennoch sei sein Bewusstseinszustand seiner Ansicht nach höher, als zuvor angenommen.